# Gamarra Menor
Pour les articles homonymes, voir Gamarra (homonymie).
Gamarra Menor en espagnol ou Gamarra Gutxia en basque, est une commune ou une contrée appartenant à la municipalité de Vitoria-Gasteiz dans la province d'Alava, située dans la Communauté autonome basque en Espagne.
Le peuple est compris dans la Zone Rurale Nord-Est de Vitoria.
Il se situe au nord de Vitoria-Gasteiz, à 8 km du centre de la ville par la route. Il est séparé du village homonyme de Gamarra Mayor par un peu plus d'un kilomètre, ou 4 km par la route qui les séparent.
La paroisse qui date du XIIIe siècle est en ruine et il ne peut pas être visité. Le village appartient à la juridiction de Vitoria depuis qu'au XIVe siècle le roi Alphonse XI le cède à la ville.
Les festivités patronales pour la Nativité de la Vierge ont lieu le 8 septembre.

## Voir également
- Liste des municipalités de la province d'Alava